# Petar Skansi
Petar Skansi (ur. 23 listopada 1943 w Sumartinie, zm. 4 kwietnia 2022 w Lublanie) – chorwacki koszykarz, występujący na pozycji środkowego, olimpijczyk, mistrz świata z 1970 roku, trener koszykarski, wiceminister nauki, edukacji i sportu Chorwacji od stycznia 2012 do czerwca 2014.

## Osiągnięcia
Zespołowe
- Mistrz Jugosławii (1971)
- Wicemistrz:
  - Euroligi (1972)
  - Jugosławii (1972, 1974, 1975, 1976)
- Zdobywca pucharu:
  - Koracia (1976)[2]
  - Jugosławii (1972)
- Finalista pucharu Jugosławii (1970)

Indywidualne
- Uczestnik FIBA All-Star Game (1971)
- Wybrany do FIBA’s 50 Greatest Players
- Sportowiec Roku w Chorwacji (1970)
- Lider strzelców finałów Euroligi (1972)

Reprezentacja
- Mistrz świata (1970)
- Wicemistrz:
  - świata (1967)
  - olimpijski (1968)[3]
  - Europy (1965)
- Uczestnik mistrzostw:
  - świata (1967, 1970)
  - Europy (1965, 1967 – 9. miejsce)

Trenerskie
- Mistrzostwo:
  - świata (1978) jako asystent trenera kadry Jugosławii
  - Europy (1977) jako asystent trenera kadry Jugosławii
  - Jugosławii (1977)
  - Chorwacji (2003)
  - Włoch (1992)[2]
- Wicemistrzostwo:
  - olimpijskie (1992)[2]
  - Euroligi (1993)
  - Grecji (2000)
  - Włoch (1982, 1993, 1998)
- Brązowy medalista mistrzostw Europy (1979)
- Puchar:
  - Saporty (1983)
  - Koracia (1977)[2]
  - Jugosławii (1977)
  - Włoch (1993, 1998)
- Superpuchar Włoch (1998)
- Uczestnik:
  - igrzysk olimpijskich (1992, 1996 – 7. miejsce)
  - mistrzostw Europy (1977, 1979, 1997 – 11. miejsce)
- Finalista:
  - Pucharu Włoch (1992)
  - Superpucharu (2004)
- dwukrotny laureat nagrody Franjo Bučar State Award for Sport (1992,2003)[2]